# Joseph Alfred Serret
Joseph Alfred Serret (París, Francia, 30 de agosto de 1819 - Versalles, Francia, 2 de marzo de 1885), más conocido como Joseph Serret, fue un matemático francés, conocido por desarrollar junto a Jean Frenet la teoría de curvas. Editó los trabajos de Lagrange —publicados en catorce volúmenes entre 1867 y 1892— y realizó la quinta edición de los de Monge en 1850. Una de sus principales obras fue el manual Cours d'Algèbre supérieure, editado en dos tomos.

## Semblanza
Joseph-Alfred Serret era hijo de Pierre Antoine Serret y de Marie Virginie Tessier. Nacido en la calle de Sant Honoré de París, realizó estudios superiores en la Escuela Politécnica de 1838 a 1840, que continuó en la Escuela de la Tabacalera. Renunció a su trabajo como ingeniero de la tabacalera para regresar a París, donde se convirtió en examinador en el Colegio de Santa Bárbara. En 1847 obtuvo el doctorado en ciencias matemáticas en la Facultad de Ciencias de París, y un año después se convirtió en examinador de admisión en la Escuela Politécnica, cargo que ocupó hasta 1862.
En los años de 1848 y 1849 estuvo temporalmente a cargo del curso de álgebra y análisis superior en la Facultad de Ciencias de París, tras la jubilación de Louis-Benjamin Francœur. Estas lecciones formarán el texto del exitoso “Curso superior de álgebra”, mientras que la cátedra se le concedió a Jean-Marie Duhamel. Regresó a las aulas de la facultad de ciencias como sustituto de Urbain Le Verrier, titular de la cátedra de astronomía física, primero en 1856 y después de 1861 a 1863. Fue nombrado profesor de mecánica celeste en el Collège de France en 1861, y sucedió a Étienne-Louis Lefébure de Fourcy en la cátedra de cálculo diferencial y cálculo integral de la Facultad de Ciencias en 1863. En 1860, fue elegido miembro de la Academia de Ciencias para reemplazar a Louis Poinsot. También resultó elegido miembro del bureau des Longitudes, y participó en la creación de la École Pratique des Hautes Études.
En el Collège de France, estas lecciones se centraron sucesivamente en los principios generales de la teoría de las perturbaciones (1862), en el movimiento de rotación de los cuerpos celestes alrededor de sus centros de gravedad (1863), en las variaciones arbitrarias y en las aplicaciones de esta teoría en astronomía (1864), sobre los métodos de análisis utilizados en las Teorías Astronómicas (1865); sobre las funciones elípticas, aplicando esta teoría a diversos problemas mecánicos (1866); sobre algunos problemas relativos a la teoría de la figura de los cuerpos celestes (1867); sobre las perturbaciones del movimiento elíptico de los cuerpos celestes (1868); y sobre diversas cuestiones relacionadas con la teoría de las fuerzas que actúan inversamente al cuadrado de las distancias (1869).
La principal aportación de Serret en el ámbito de las matemáticas se produjo dentro de la geometría diferencial. Junto a Charles Bonnet y Bertrand Russell realizó importantes avances en esa cuestión, elaborando la fórmula de Frenet-Serret, fundamental en la teoría de las curvas espaciales. También trabajó algunos aspectos de la teoría de números, el cálculo y la mecánica. 
Como académico, Serret editó las obras matemáticas de Gaspard Monge (1850) y de Joseph-Louis Lagrange (1867).
En 1871 sufrió un derrame cerebral que lo dejó disminuido, y fue sustituido en la facultad de ciencias por Jean-Claude Bouquet, quien sería su sucesor. Ante el progresivo deterioro de su salud, se retiró a Versalles, donde falleció en 1885 a los 65 años de edad.
Era hermano de la pintora Marie-Ernestine Serret (1812-1883).

## Reconocimientos
- Una pequeña calle del distrito XV de París, la rue Serret, lleva su nombre.[6]